# Aegidientorplatz

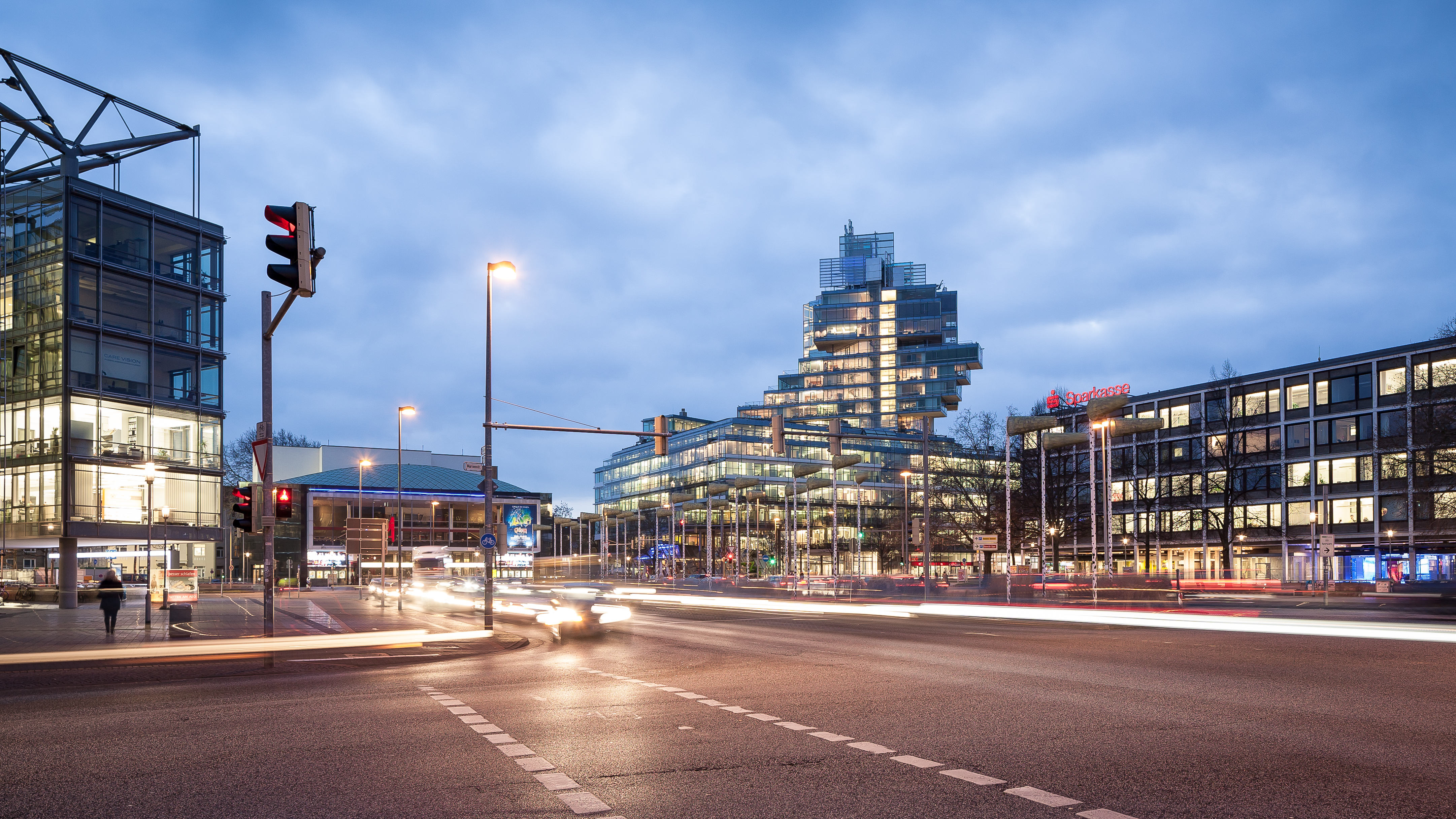
Aegidientorplatz in südlicher Richtung. Zu erkennen sind das Torhaus, das Theater am Aegi und die Verwaltungsgebäude der Nord/LB und der Sparkasse Hannover (von links).

Der Aegidientorplatz ([ɛːɡiːdiːɛntoːplat͡s] ⓘ), im Volksmund kurz Aegi genannt, ist ein verkehrsreicher Platz in Hannover, unter dem sich die gleichnamige U-Bahn-Station befindet. Der Platz wurde nach dem Aegidientor benannt, einem bis 1780 bestehenden Stadttor der mittelalterlichen Stadt Hannover.

## Aegidientor

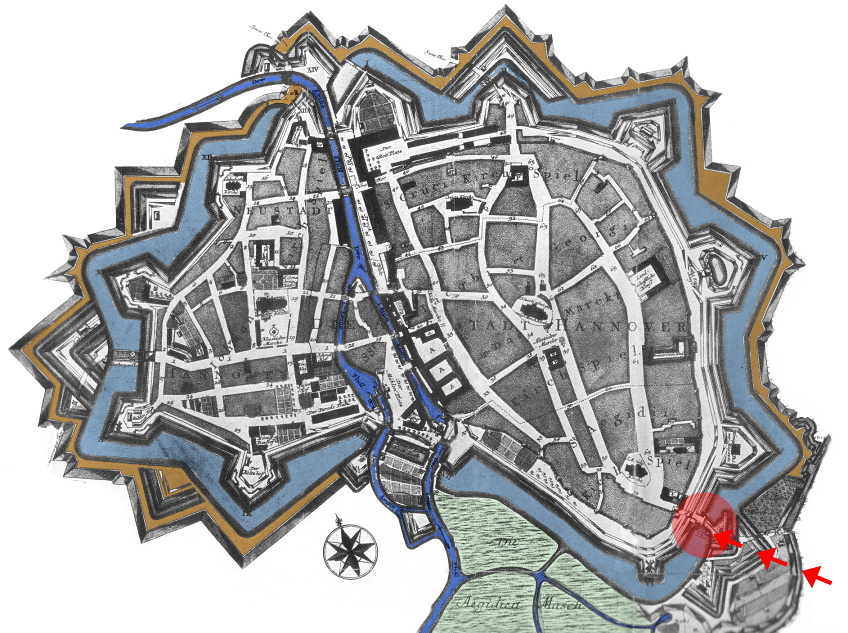
Aegidientor in der Stadtbefestigung Hannover

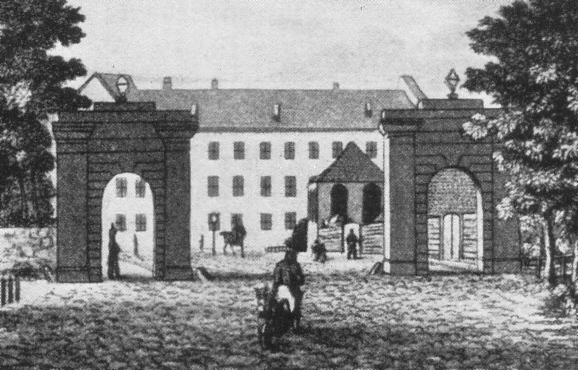
Aegidientor als dekoratives Rundbogentor um 1830

Das Aegidientor war seit dem Mittelalter das südöstliche Stadttor der Stadtbefestigung Hannover. Den Namen – gelegentlich auch als Egidien Thor geschrieben – erhielt es von der benachbarten Aegidienkirche. Hier traf die Fernstraße aus Richtung Hildesheim auf die Stadt. Vor dem Tor lag die im 9. Jahrhundert entstandene und später wüst gefallene Siedlung Eddingerode.
Das Tor wurde im Jahre 1300 erstmals erwähnt. Der mehrgeschossige innere Torturm, versehen mit einer Durchfahrt, stand inmitten der Breiten Straße. Im Zuge des Ausbaus der Stadtbefestigung wurde 1504 außerhalb des Walles, direkt neben dem äußeren Torhaus (etwa an der Mitte des heutigen Aegidientorplatzes), ein Zwinger gebaut. Der Zugang zur Stadt führte hier fortan über eine Zugbrücke über den Graben, durch das äußere Torhaus, über eine zweite Brücke und durch das innere Tor. Diese Anlagen wurden bei Niederlegung der Stadtbefestigung Hannover ab 1763 beseitigt. Danach entstanden dort dekorative Rundbogentore, die im 19. Jahrhundert abgerissen wurden. An den früheren Standort des mittelalterlichen inneren Torturms erinnert heute eine Gedenktafel am Haus Breite Straße 7/10. Der Turm war 1748 beim Bau der Aegidienneustadt auf Veranlassung von Bürgermeister Christian Ulrich Grupen abgetragen worden.

## Aegidientorplatz
Im Zuge der Schleifung der Stadtbefestigung ab 1780 wurde die restliche Toranlage abgetragen. Die Stelle des Aegidientors nahm ab 1844 der Aegidientorplatz ein. Ein Wachhaus (etwa an der heutigen Einmündung der Marienstraße) und eine mehr dekorative, repräsentative Toranlage übten jetzt die letzten noch verbleibenden Funktionen des Stadttors aus. Diese letzte Anlage wurde 1859 abgebrochen.
Der Platz wurde lange Zeit von einem streng geometrischen, klassizistischen Straßenzuschnitt geprägt. Ab 1872 führte die erste Pferdebahn über den Aegidientorplatz. Vom Kröpcke her führt die Georgstraße auf den Platz.

Blick über den Platz in die Marienstraße mit Gartenkirche, links der Schiffgraben (um 1880)
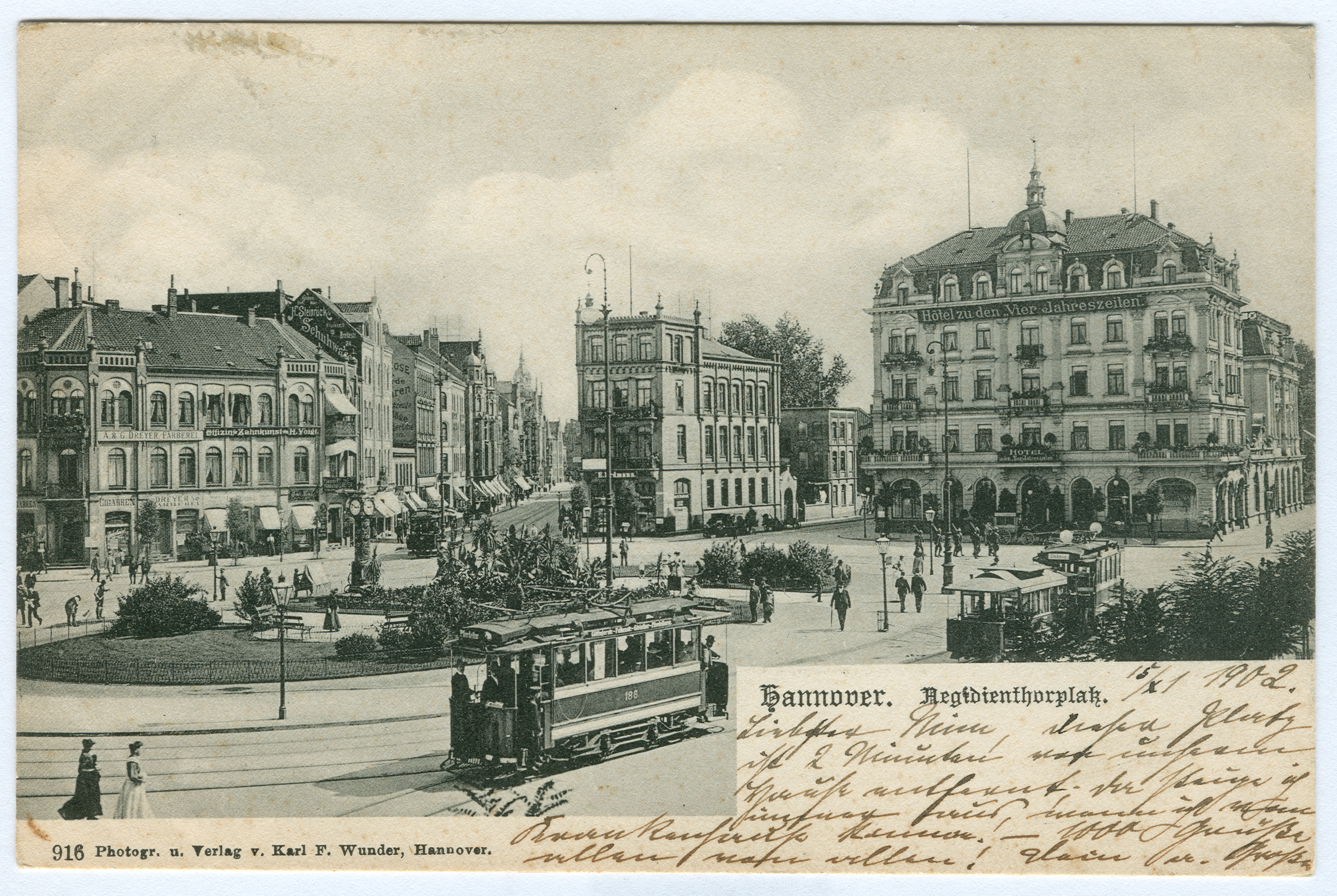
Blick in die Hildesheimer Straße (links der Bildmitte) (um 1900)
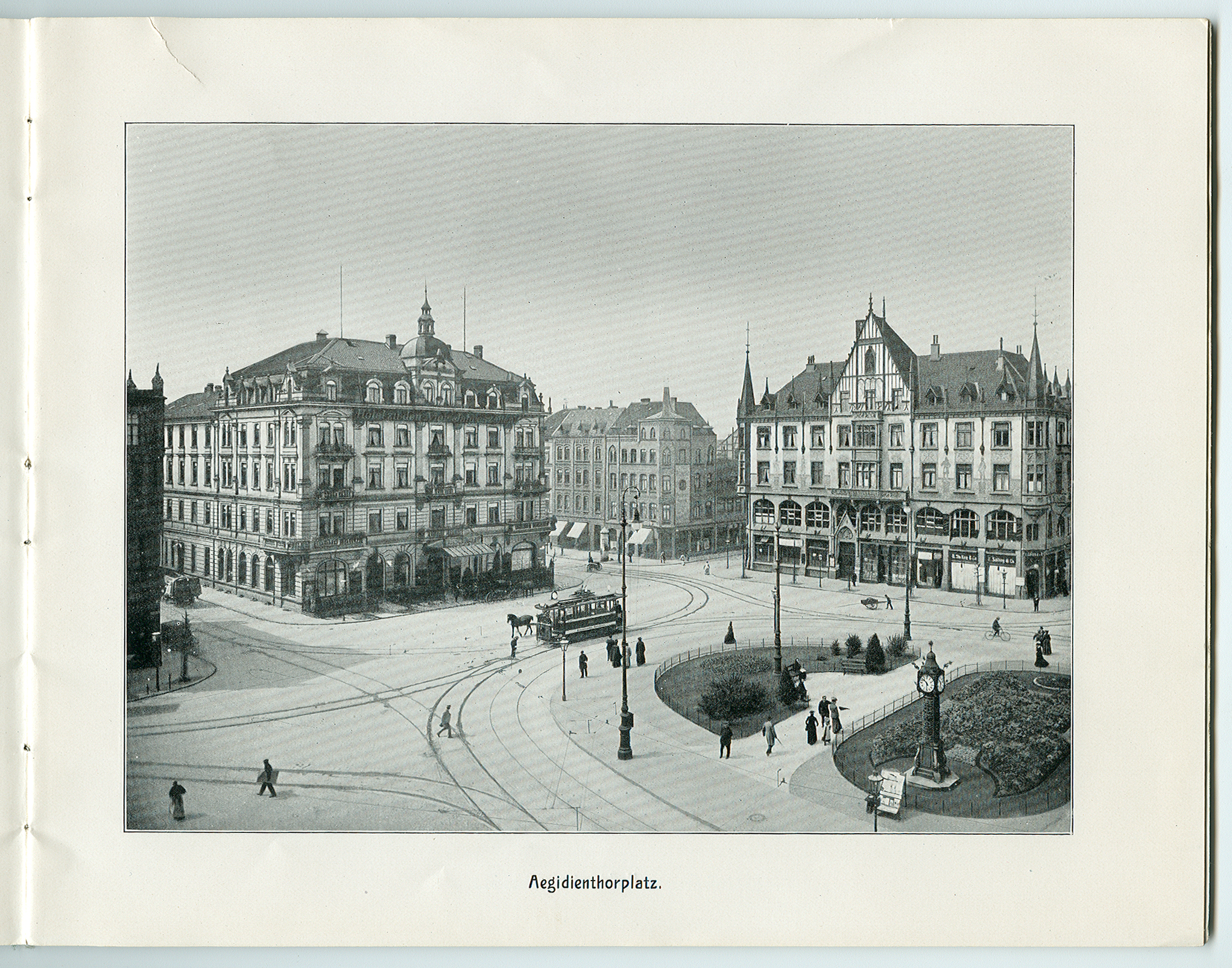
Aegidientorplatz um 1900
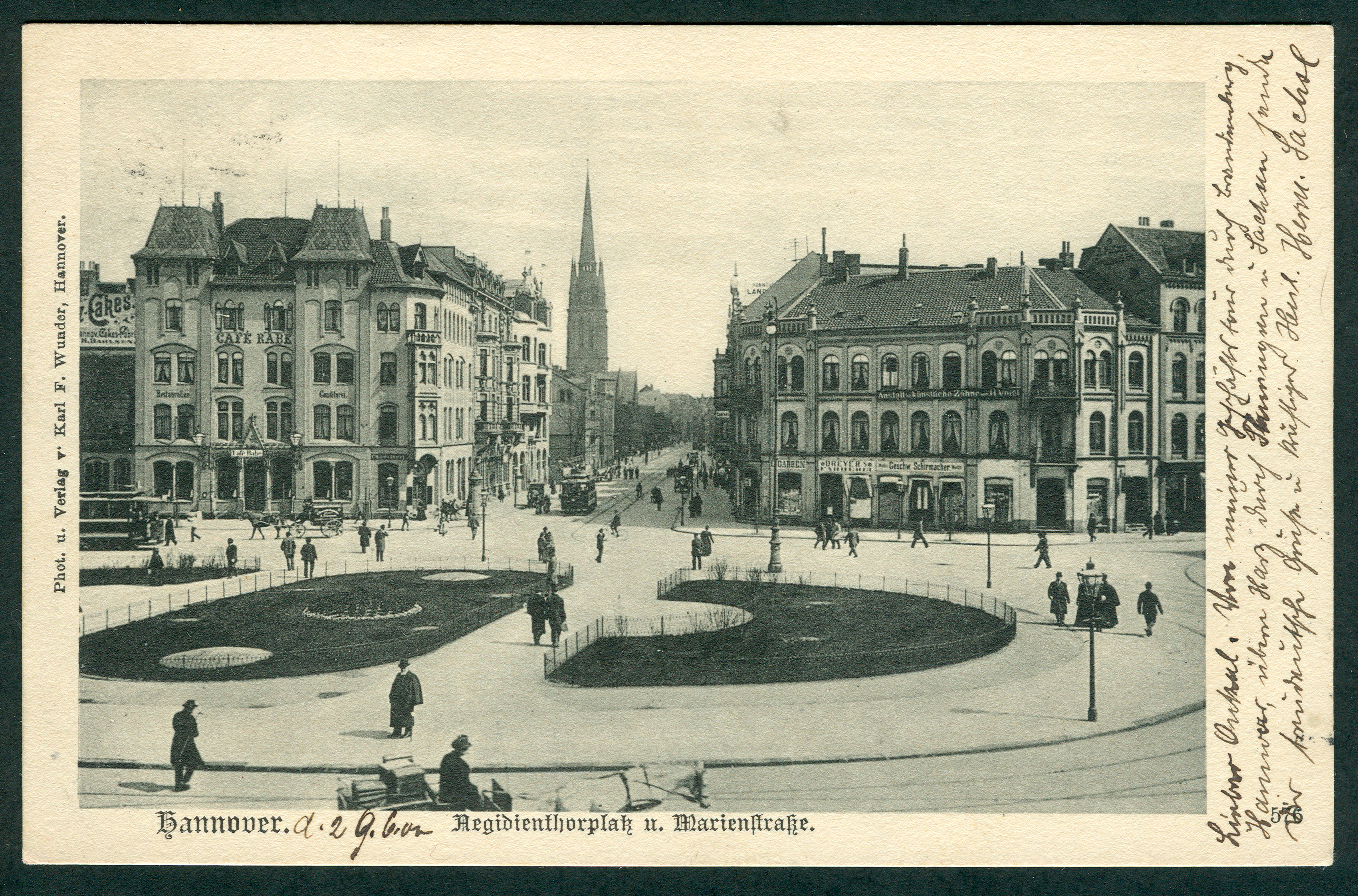
Aegidientorplatz um 1898
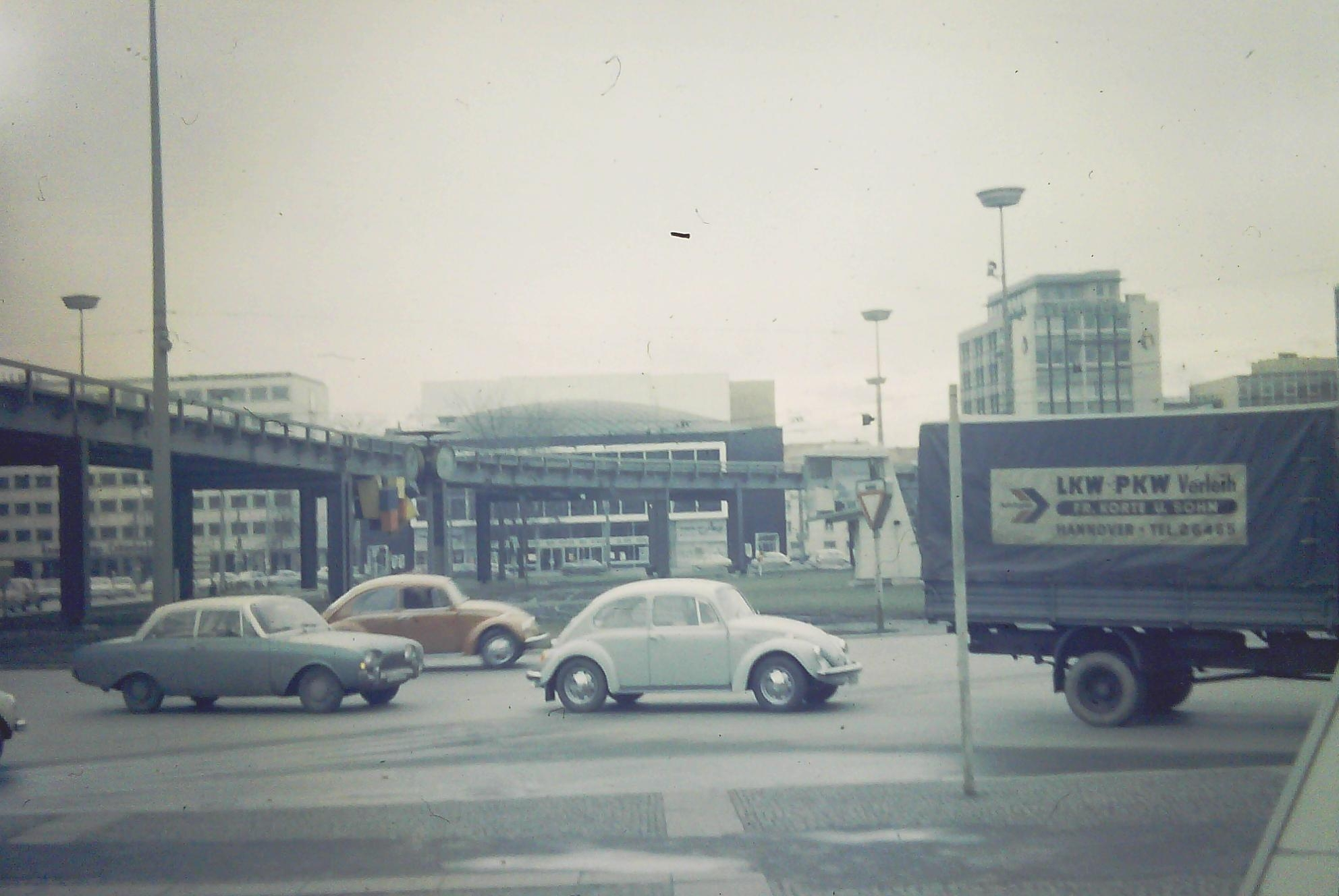
Aegidientorplatz mit Aegi-Hochstraße, ab 1968

Durch den Um- und Ausbau der hannoverschen Hauptverkehrsstraßen zum Auto-„Cityring“ in den 1950er Jahren wurde der Aegidientorplatz großräumig erweitert. Für den Bau des U-Bahnhofs im Rahmen der Stadtbahn Hannover wurde ab 20. September 1968 im Zuge des Innenstadtringes während fünf Aufbausperrungen die Aegi-Hochstraße über den Platz geführt. Die Freigabe für den Verkehr erfolgte am 1. November 1968. Diese ursprünglich als Provisorium geplante Straße (umgangssprachlich auch Aegibrücke genannt) blieb bis 1998 in Gebrauch. Der Abriss fand am 17. und 18. Oktober 1998 statt. Die Aegi-Hochstraße musste im Winter oft wegen Glatteisbildung gesperrt werden und war zuletzt nur noch für Pkw bis 3,5 Tonnen Gesamtgewicht zugelassen und auf eine Höchstgeschwindigkeit von 30 km/h begrenzt.
1996 begannen Planungen zum Umbau und zur Neugestaltung des Platzes. Die Stadtbahnlinie 10 endete zu diesem Zeitpunkt noch in der Friedrichstraße (heute vom Gebäude der NORD/LB überbaut). Durch den Rückbau der Stadtbahn über die Mitte des Platzes und den Abriss der baufälligen Hochstraße sollte eine völlige Neugestaltung erreicht werden. Diese Planung erfolgte als Gemeinschaftsplanung vom Tiefbauamt der Stadt Hannover mit der üstra Tochtergesellschaft TransTeC-bau. In der Baumaßnahme ab Ende 1997 bis 1999 wurde der Platz dann vollständig umgebaut. Die oberirdische Stadtbahn erhielt einen Hochbahnsteig nach Plänen des Architekturbüros Wiege und endete jetzt vom Thielenplatz kommend am nördlichen Rand des Platzes. Der frei gewordene Platz anstelle der Brücke wurde für zusätzliche Abbiegespuren und auch für eine spezielle Busspur in Mittellage verwendet.
Vor Baubeginn gab es große Bedenken, ob der Platz auch ohne die Brücke die Verkehrsströme aufnehmen kann. Von vielen Kritikern wurden Dauerstaus befürchtet, die sich in alle Richtungen ergeben würden. Die Erfahrungen der ersten Betriebsjahre haben jedoch gezeigt, dass diese Befürchtungen nicht eingetreten sind.

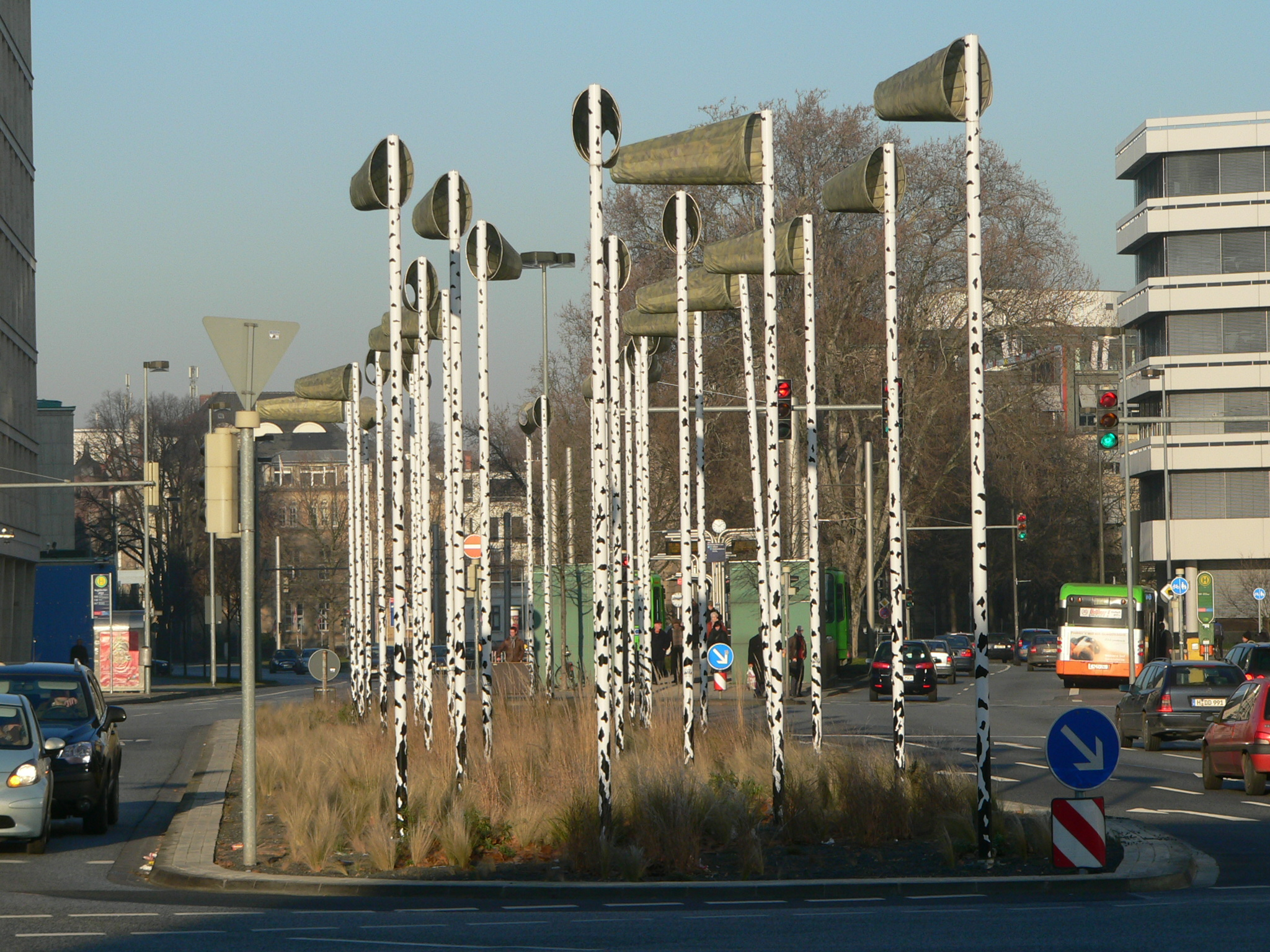
Zentrum des Aegidientorplatzes als Verkehrsinsel mit dem Aegidienwald, ein stilisierter Birkenwald

2003 begannen dann Planungen für einen weiteren Umbau, der im November 2004 beginnen konnte, nachdem die Bindungsfrist gemäß Gemeindeverkehrsfinanzierungsgesetz für den vorherigen Umbau ausgelaufen war. Die in Verlängerung des Hochbahnsteiges angelegte Busspur sollte bis zur Einmündung Hildesheimer Straße aufgegeben werden, was eine vereinfachte Busführung ermöglicht. Ein Teil der Fläche wurde in Richtung Schiffgraben für eine weitere Fahrspur genutzt. Der überwiegende Teil der Fläche wurde bis Oktober 2006 nach einem Entwurf der Landschaftsarchitekturstudenten der Leibniz Universität Hannover Dominik Geilker und Stefanie Schmoll, betreut von Professor Udo Weilacher und Stadtgestalter Thomas Göbel-Groß, zum sogenannten Aegidienwald umgestaltet. Die Planung und Realisierung des Projektes lag in der Verantwortung des Architekturbüros von Klaus Determann.
Im September 2017 wurde im Zuge von Projekt ZehnSiebzehn die oberirdische Stadtbahnanbindung dauerhaft stillgelegt.

## Gebäude
Direkt am Aegidientorplatz befindet sich das 1953 eingeweihte Theater am Aegi, das seit 1994 ein privat betriebenes Gastspielhaus ist. Das aus der gleichen Ära stammende Verwaltungsgebäude der Sparkasse Hannover, das heute als Bürgeramt Aegi von der Verwaltung der Landeshauptstadt Hannover genutzt wird, ist ein Baudenkmal. Am nördlichen Ende des Platzes findet sich ein Bürokomplex, der von der Norddeutschen Landesbank genutzt wird. Das Ensemble besteht aus fünf Baukörpern, wozu ein neungeschossiges Hochhaus gehört. Errichtet wurden die mit Travertin verkleideten Bauten von 1956 bis 1958.
An der Nordostseite des Platzes steht das Hansa-Haus, gelegen zwischen den Einmündungen der Arnswaldtstraße und der Marienstraße. Errichtet wurde das Gebäude in den Jahren 1905/06, ursprünglich im neobarocken Stil. Der Hannoversche Sparkassenverband verlegte 1922 seine Zentrale hierher und richtete im Erdgeschoss eine Schalterhalle ein. In einer der Wohnungen darüber hatte der Künstler und Architekt Franz Bubenzer sein Atelier.
Städtebaulich bemerkenswert ist am Aegidientorplatz das große Verwaltungsgebäude der Norddeutschen Landesbank. Architektonisch interessant ist das zwischen den Einmündungen Marienstraße und Hildesheimer Straße liegende sogenannte Torhaus-Hannover. Dieses Gebäude überragt den Gehweg um mehrere Meter, konnte aber aus statischen Gründen nicht auf der darunter liegenden Stadtbahnstation gegründet werden. Das Gewicht dieses Gebäudeteils wird daher mittels großer Stahlträger über Drahtseile in den hinteren Gebäudeteil übertragen.
An der Ostseite des Theaters entstand von 2012 bis 2015 ein Bürogebäude für das Wirtschaftsprüfungsunternehmen Deloitte. Zunächst plante das hannoversche Architekturbüro BKSP ein Haus mit neun Stockwerken, später wurde auf zehn Etagen erweitert. Die Fassade des Neubaus aus weißem Beton und Naturstein soll sich optisch dem alten, gegenüber gelegenen Nord/LB-Gebäude anpassen. Am gleichen Standort an der Einmündung zur Hildesheimer Straße befand sich zuvor ein Bürohaus der VGH-Versicherung von 1950.
Für die Bushaltestelle der Linien 100 und 120 auf dem Platz entwarf Jasper Morrison im Zuge des Kunstprojekts BUSSTOPS einen funktionell anmutenden Unterstand.

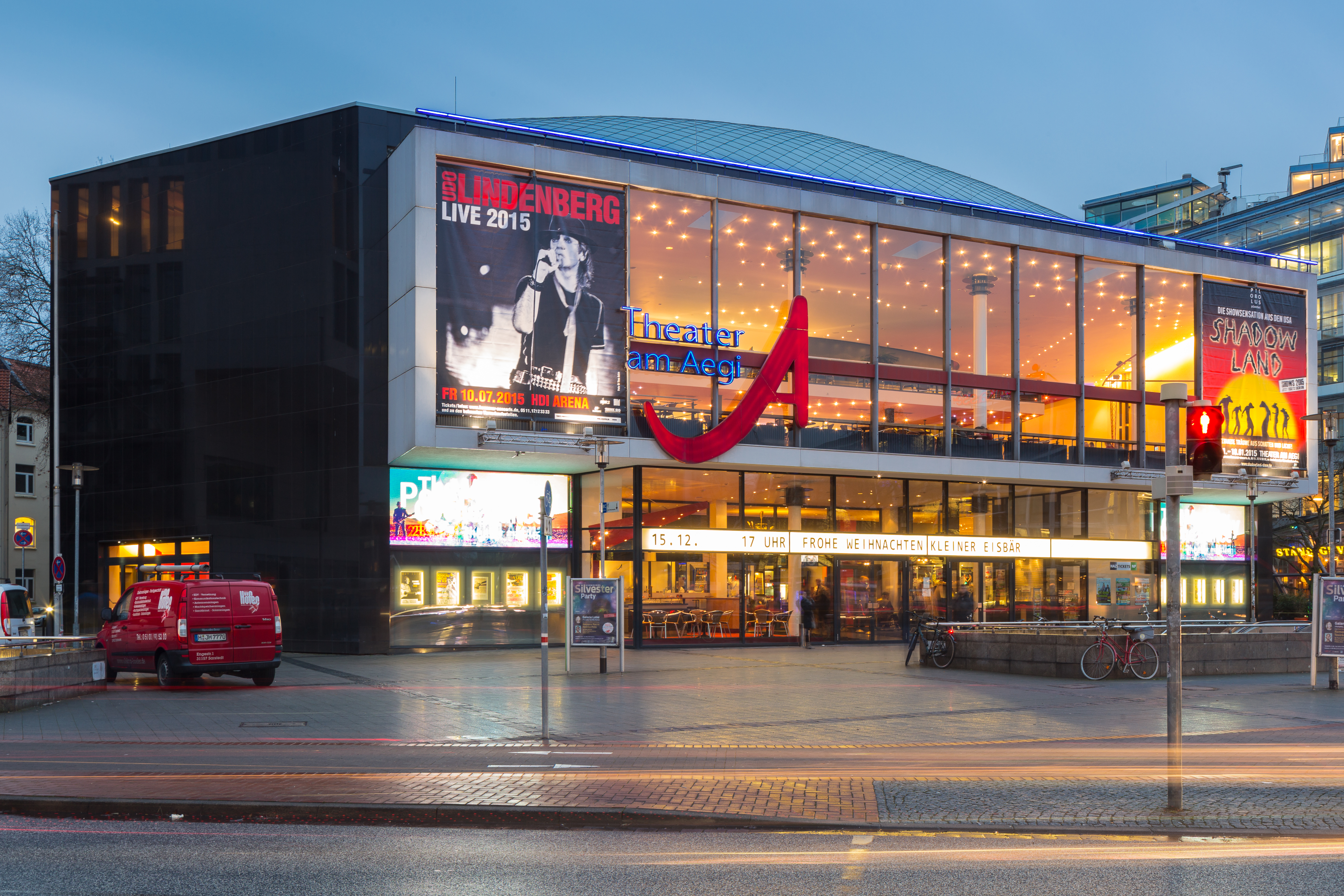
Theater am Aegi
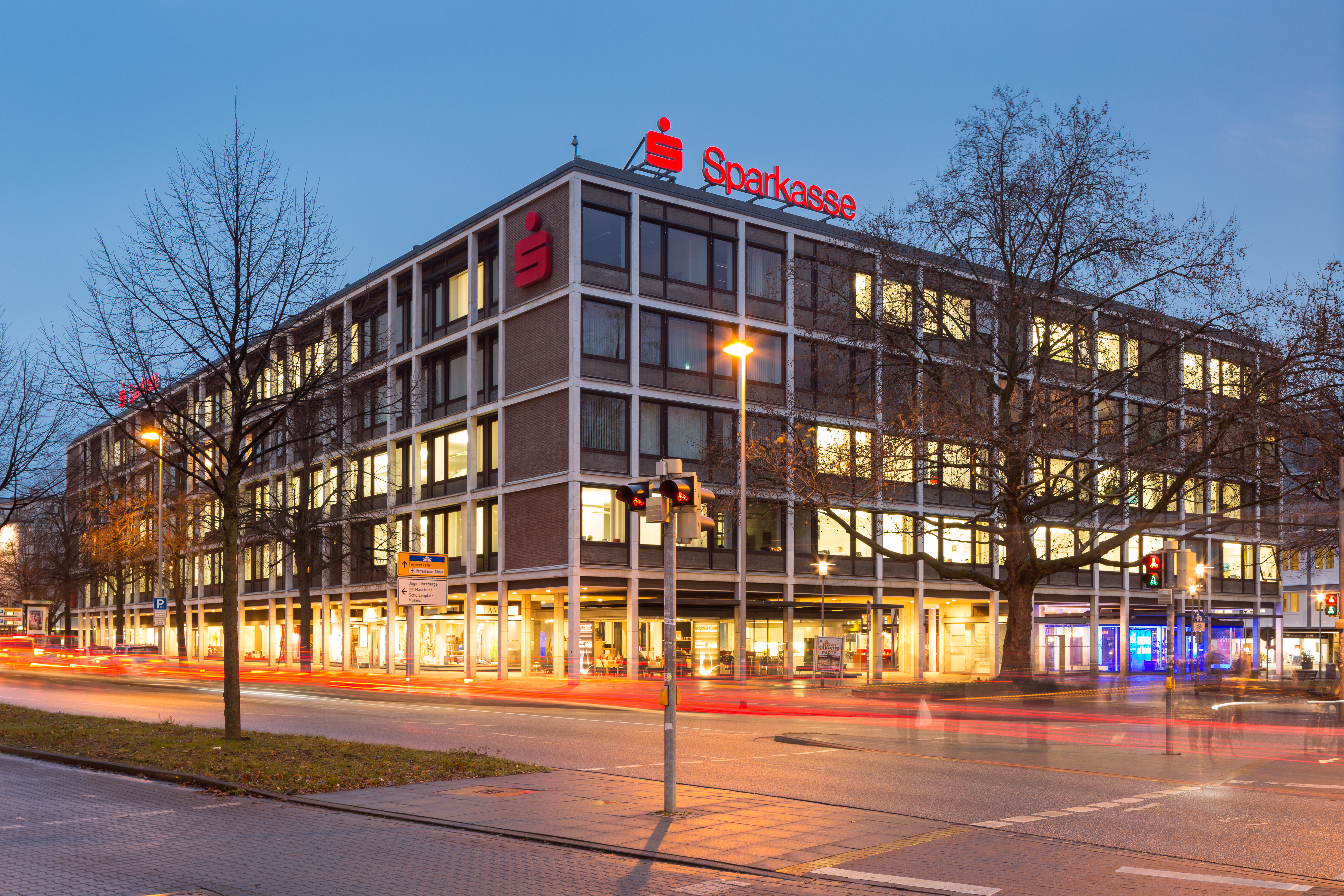
Früheres Gebäude der Sparkasse Hannover, heute als Bürgeramt Aegi Teil der Verwaltung der Stadt Hannover
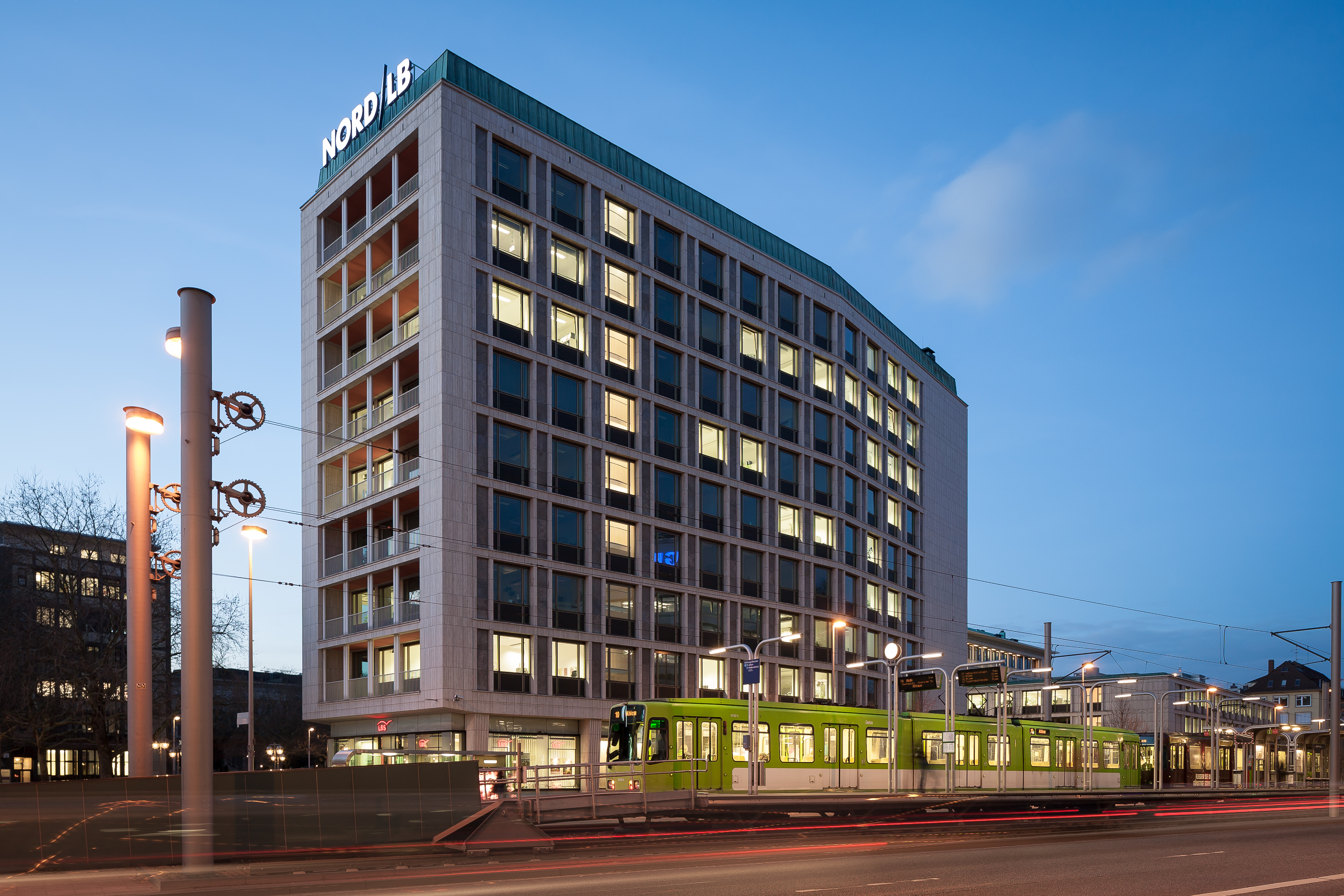
Bürogebäude der Nord/LB von 1958, davor die Straßenbahnhaltestelle Aegidientorplatz
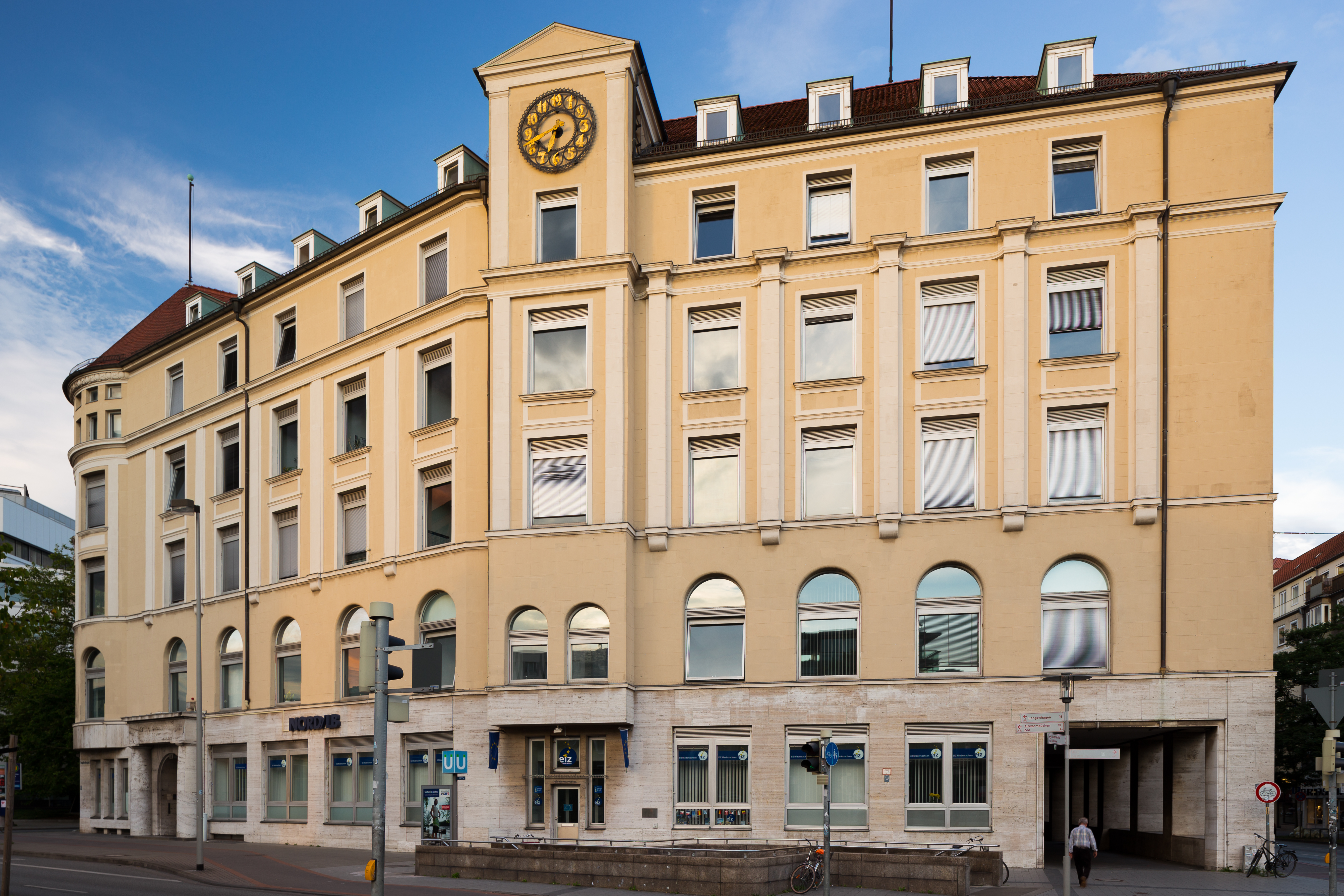
Das wiederaufgebaute Hansa-Haus an der Nordostseite des Platzes
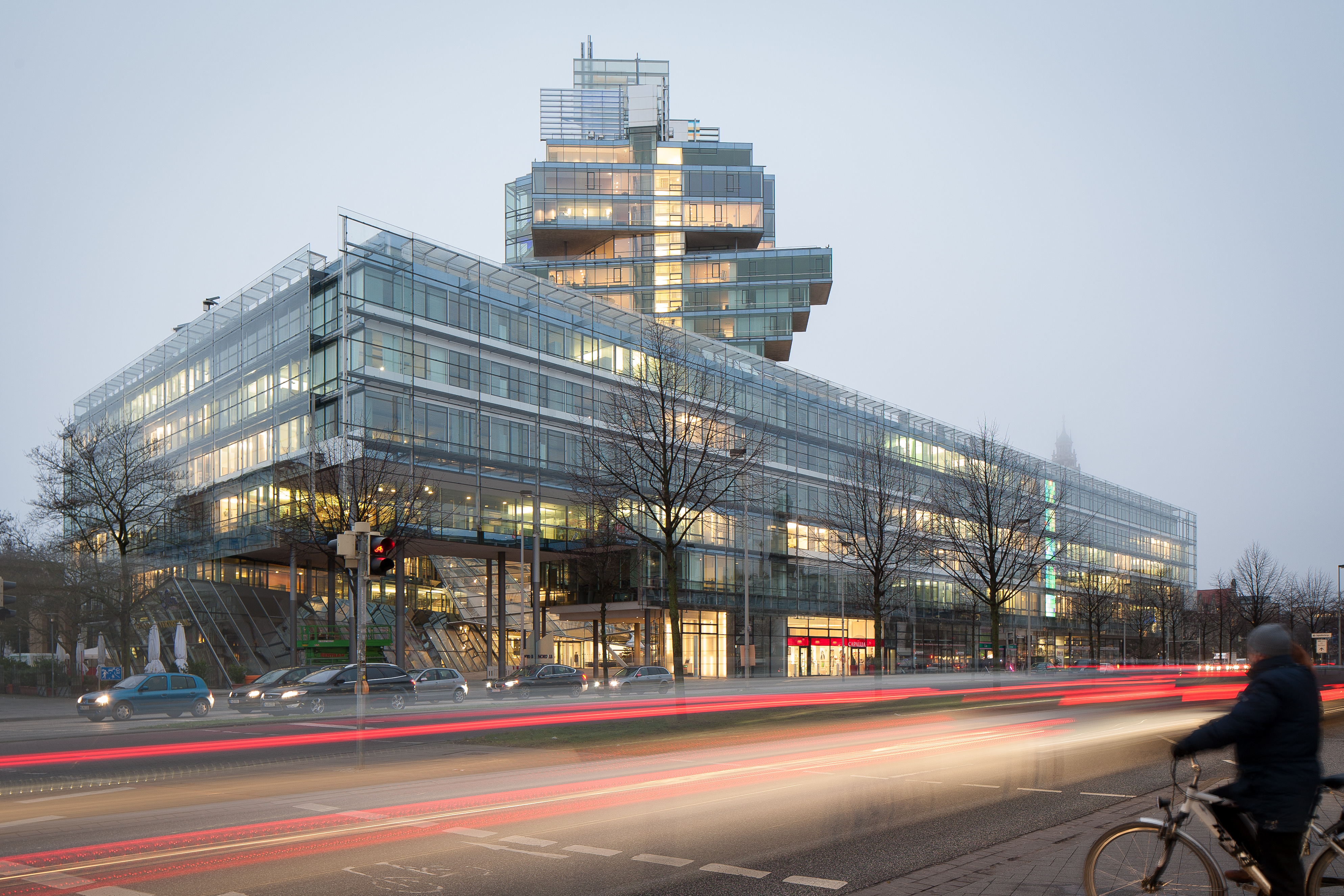
Verwaltungsgebäude der NORD/LB von 2002
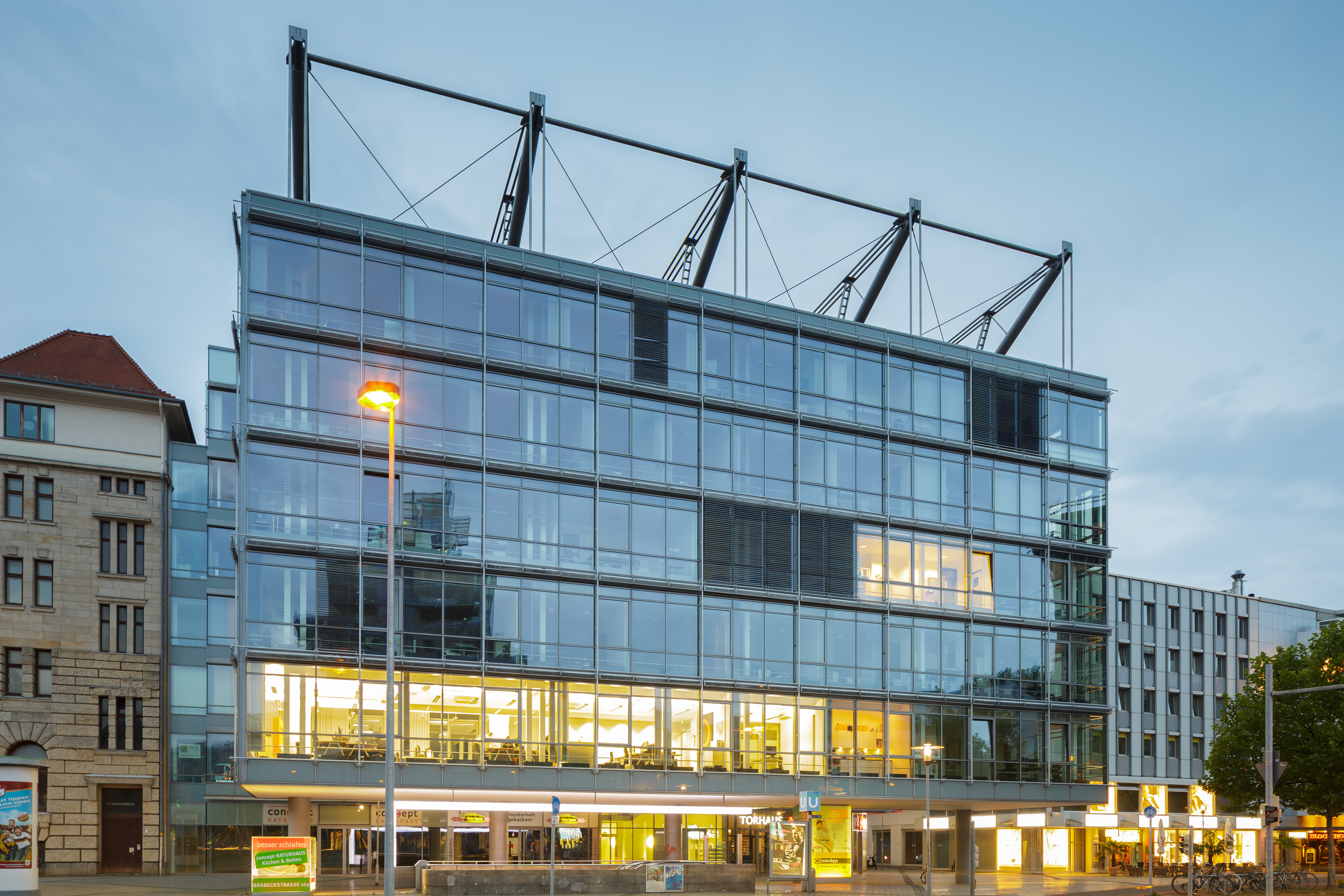
Torhaus von Storch Ehlers Partner Architekten
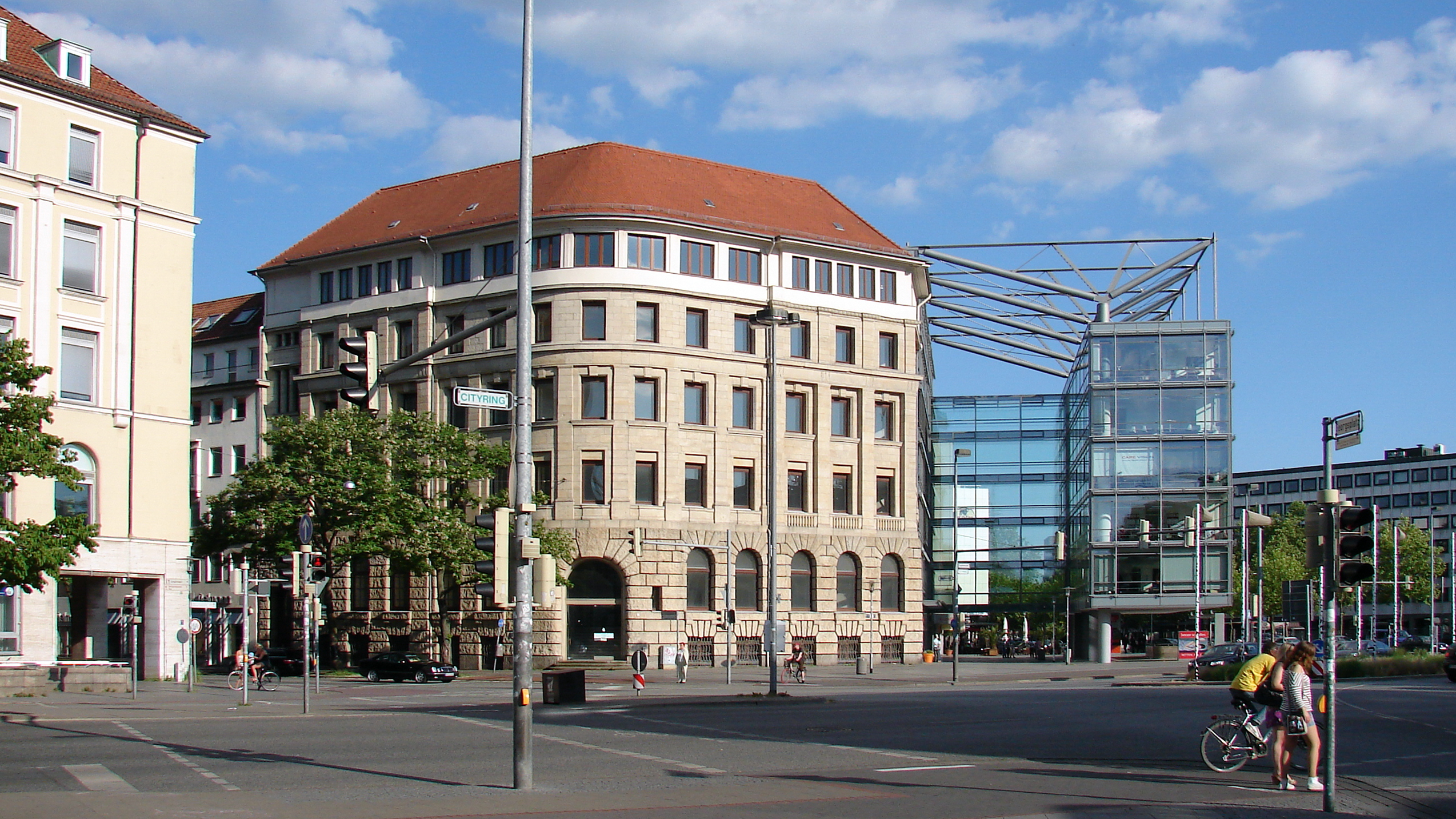
Torhaus Hannover
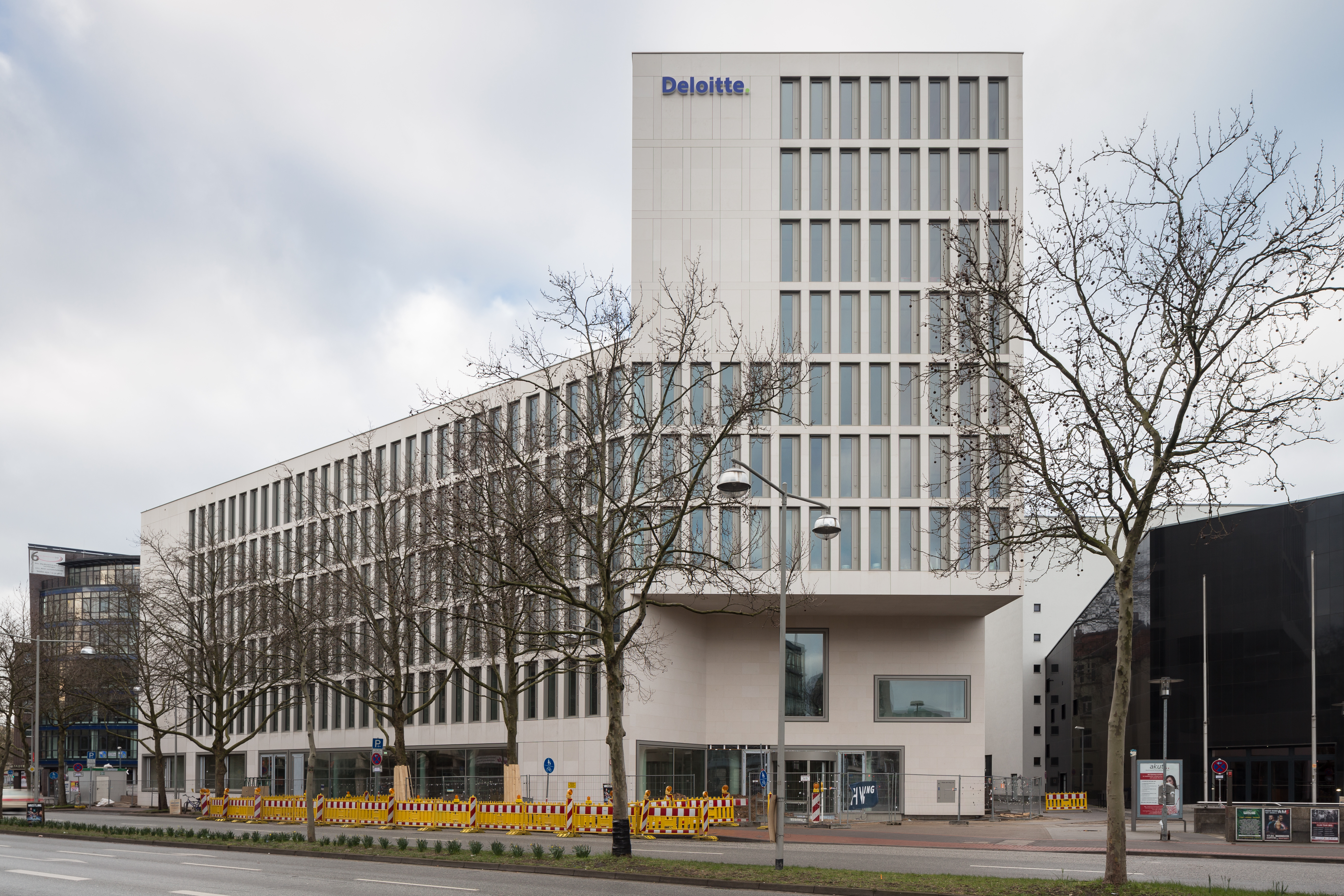
Büro-Neubau von Deloitte im April 2015
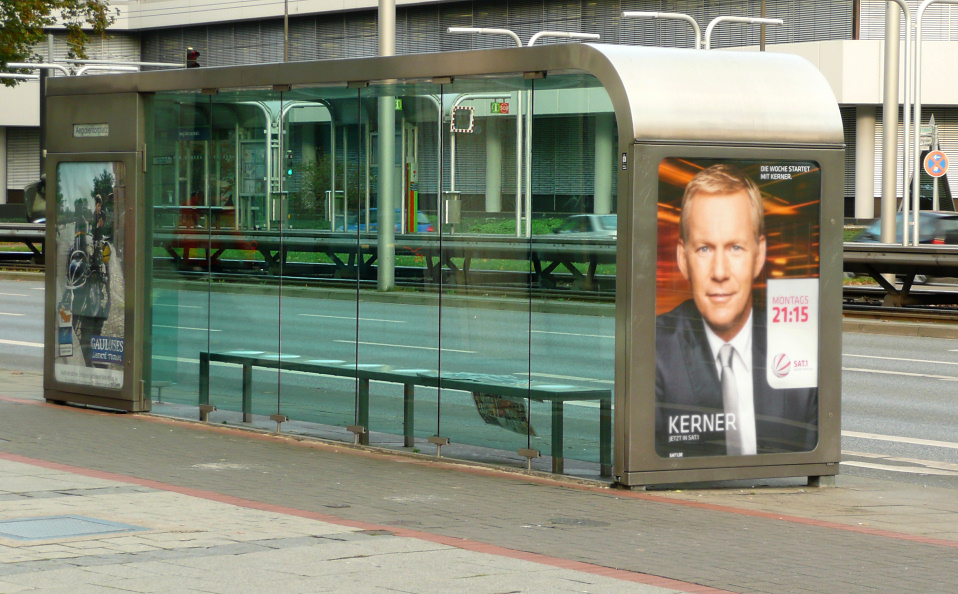
Haltestelle BUSSTOPS

## U-Bahn-Station

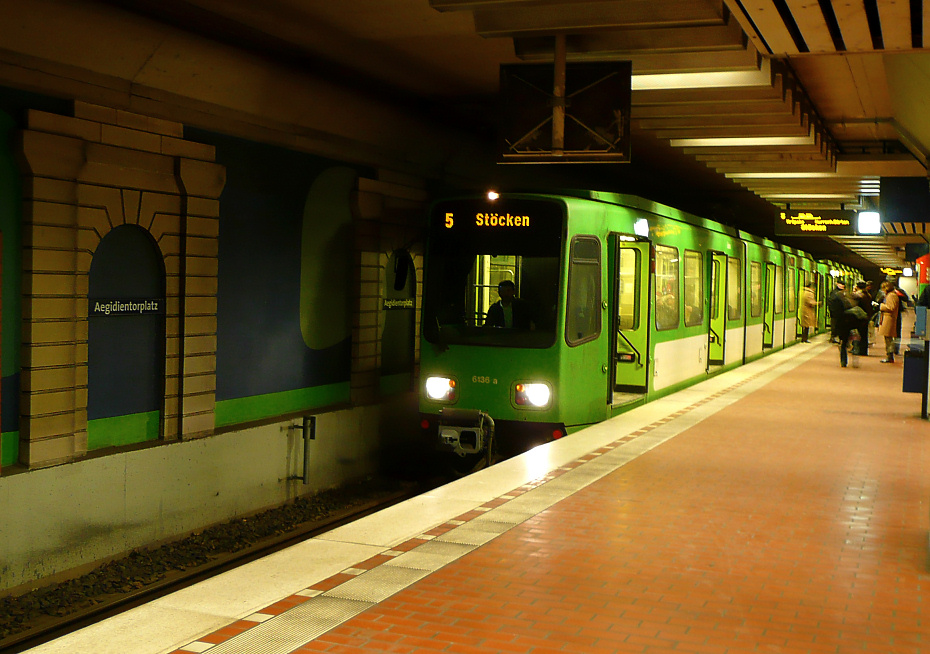
U-Bahn-Station mit historischen Tordarstellungen

Die U-Bahn-Station Aegidientorplatz der Stadtbahn Hannover ist eine Umsteigestation für die Linien der B- und der C-Strecke. An zwei übereinander liegenden Richtungsbahnsteigen kann barrierefrei umgestiegen werden.
Auf der untersten Ebene (-3) fahren die Bahnen der Linien 4, 5, 6, 11 stadtauswärts, vom Kröpcke kommend Richtung Marienstraße (C-Strecke), die Bahnen der Linien 1, 2, 8 fahren Richtung Hildesheimer Straße (B-Strecke). Am darüber liegenden Bahnsteig (-2) fahren die Bahnen dieser Linien stadteinwärts Richtung Kröpcke.
Im Verteilergeschoss (-1 Ebene) der Station (Ausgang Hildesheimer Straße) zeigt eine große Reproduktion an der Wand die Ansicht des Aegidientores um 1620 von Arnold Nöldeke (aus seinem Buch Die Kunstdenkmale der Stadt Hannover). Die Wände der Station sind mit historischen Tordarstellungen als dekorativen Elementen versehen.